# Chaetodon meyeri
Chaetodon meyeri là một loài cá biển thuộc chi Cá bướm (phân chi Citharoedus) trong họ Cá bướm. Loài này được mô tả lần đầu tiên vào năm 1801.

## Từ nguyên
Từ định danh meyeri không được các tác giả chỉ rõ, nhưng mẫu định danh của loài cá này được lưu giữ tại Bảo tàng Meyer tại Leiden (Hà Lan); Meyer ở đây có thể là Johan Frederik Meijer, một nhân viên kế toán tại đảo Ambon (Indonesia, nơi mẫu định danh được thu thập), là người quản lý một phòng lịch sử tự nhiên nhỏ ở Hà Lan vào những năm 1700.

## Phạm vi phân bố và môi trường sống
C. meyeri có phạm vi trải rộng khắp khu vực Ấn Độ Dương - Thái Bình Dương. Từ bờ biển Đông Phi, C. meyeri được phân bố trải dài về phía đông đến quần đảo Line, ngược lên phía bắc đến quần đảo Ryukyu (Nhật Bản), xa về phía nam đến rạn san hô Great Barrier (Úc), Nouvelle-Calédonie và Tonga; những cá thể lang thang đã theo hải lưu mà đến được quần đảo Galápagos (Chile) và quần đảo Revillagigedo (México).
C. meyeri sống tập trung ở những khu vực mà san hô phát triển phong phú trên các rạn viền bờ hay trong các đầm phá nước trong, được tìm thấy ở độ sâu khoảng 2–30 m.

## Mô tả

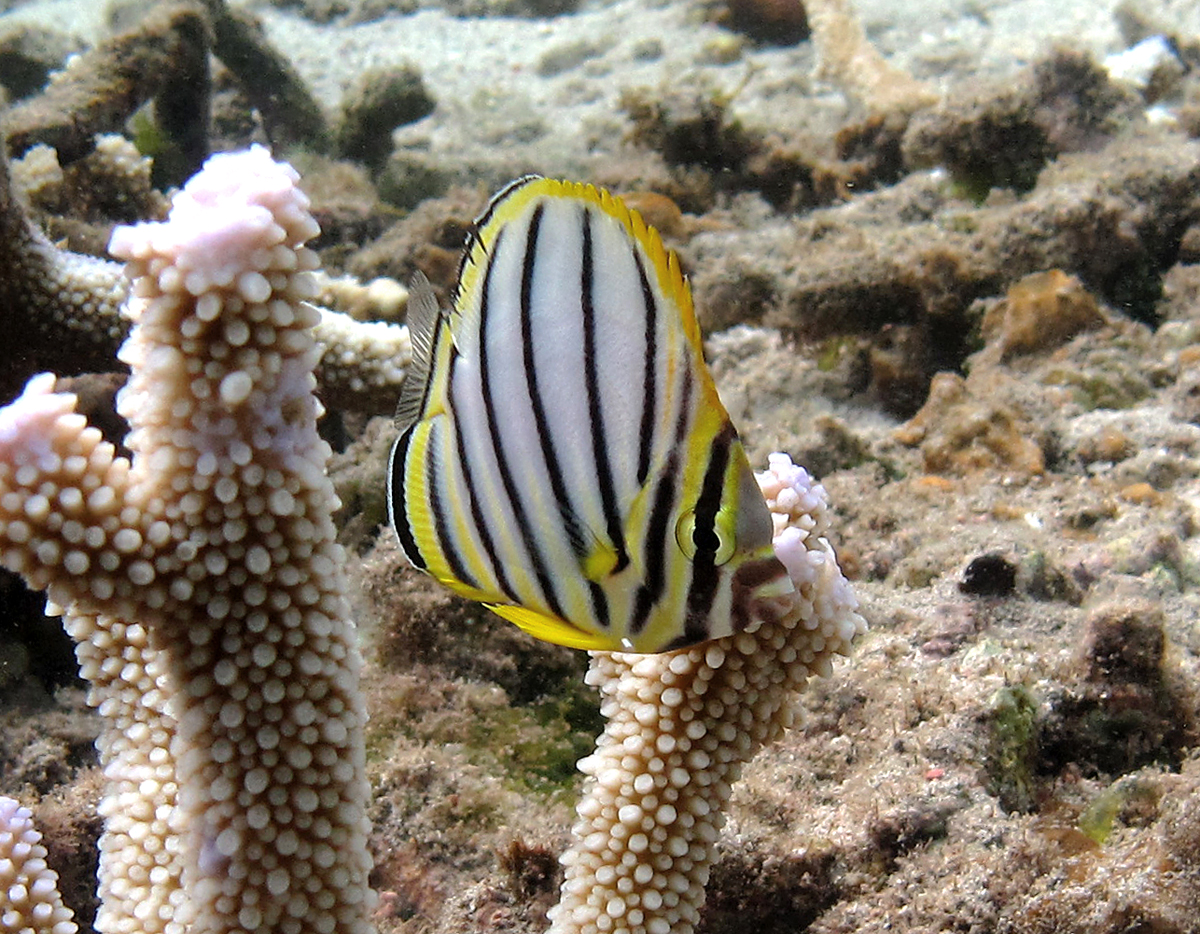
Cá con

C. meyeri có chiều dài cơ thể lớn nhất được ghi nhận là 20 cm. Loài này có màu trắng (có thể phớt xanh lam) với các sọc chéo màu đen uốn cong về phía sau. Có một dải sọc đen viền vàng từ đỉnh đầu băng dọc qua mắt, và một dải tương tự bao quanh mõm. Trên nắp mang có một dải đen rất dày nối với một sọc dài dưới bụng, dọc theo gốc vây hậu môn. Bụng ánh màu vàng tươi. Vây bụng màu vàng. Vây ngực có màu vàng, trong mờ. Vây hậu môn và vây lưng có màu vàng với các dải sọc đen nằm gần rìa; vây hậu môn có thêm một dải nâu ở giữa vây, còn vây lưng có một hàng chấm đỏ giữa vây. Vây đuôi màu vàng, trong suốt ở rìa sau, có hai dải đen xen kẽ với hai hàng chấm đỏ. Vùng lưng trước thường có nhiều chấm màu đỏ cam.
Số gai ở vây lưng: 12; Số tia vây ở vây lưng: 23–24; Số gai ở vây hậu môn: 3; Số tia vây ở vây hậu môn: 18–20; Số tia vây ở vây ngực: 16; Số gai ở vây bụng: 1; Số tia vây ở vây bụng: 5; Số vảy đường bên: 47–55.

## Sinh thái học

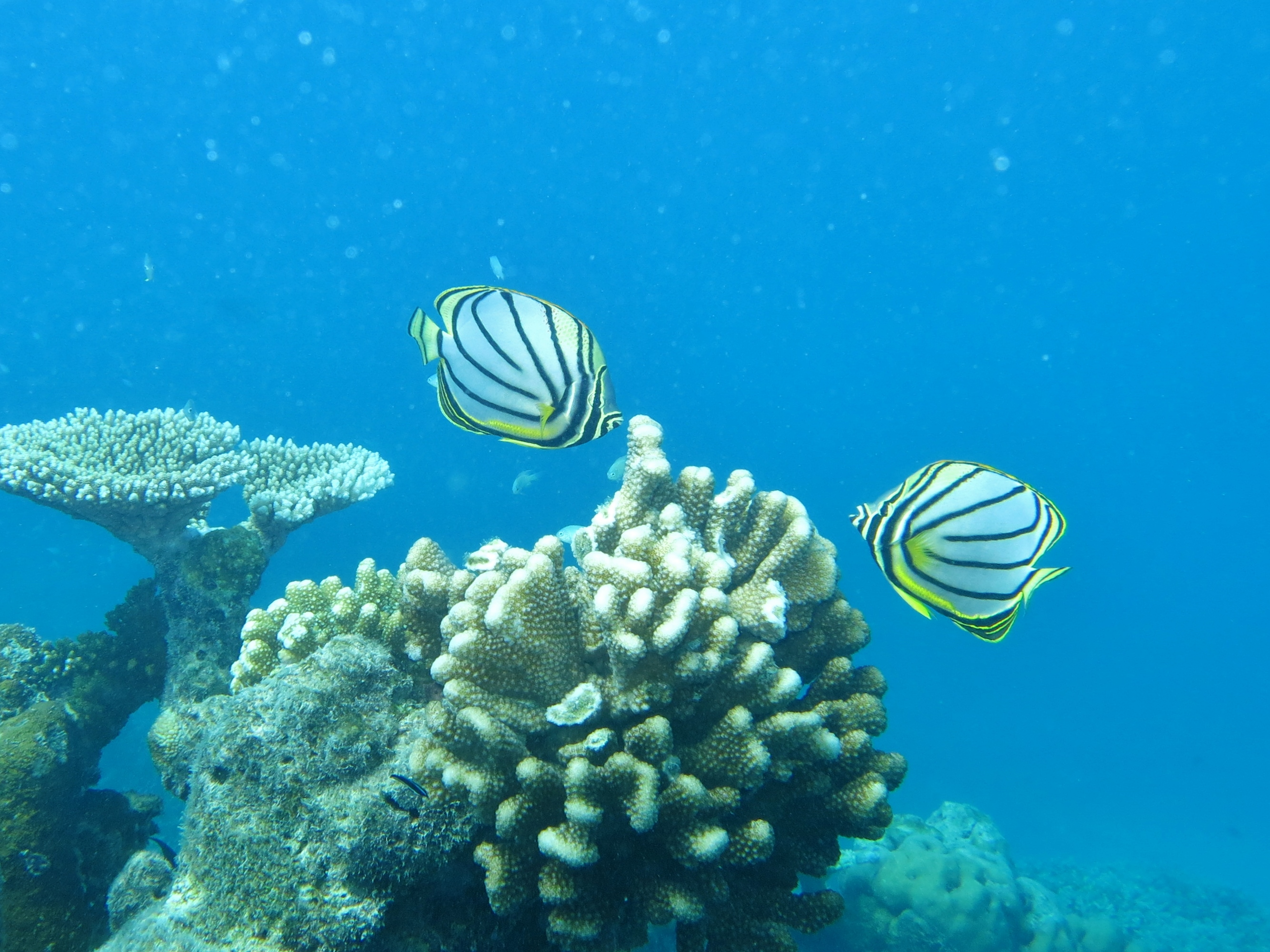
Một đôi C. meyeri

C. meyeri là loài ăn san hô chuyên biệt. Cá trưởng thành thường kết đôi với nhau và sống chung trong một lãnh thổ, cá con thường sống đơn độc gần các cụm san hô cành.

## Lai tạp
Những cá thể mang kiểu màu trung gian giữa C. meyeri với hai loài chị em trong phân chi Citharoedus là Chaetodon ornatissimus và Chaetodon reticulatus đã được bắt gặp trong tự nhiên.

## Thương mại
C. meyeri hầu như không được xuất khẩu trong các hoạt động kinh doanh cá cảnh. Do chế độ ăn đặc biệt nên chúng thường chết đói trong điều kiện nuôi nhốt.